# Helsingfors-erklæringen
Helsingfors-erklæringen er sluterklæringen på OSCE-konferencen, der blev afholdt i Finlandiahuset i Helsinki i Finland i juli og den 1. august 1975. Erklæringen blev underskrivet den 1. august 1975 af 35 stater, herunder USA, Canada, Sovjetunionen og alle europæiske stater, bortset fra Folkerepublikken Albanien og Andorra. 
Konferencens sluterklæring havde til formål at forbedre relationerne mellem Vesten og Østblokken og omhandlede bl.a. menneskerettigheder, pressefrihed, miljø og afståelse af brug af vold ved konfliktløsning.
Sovjetunionen satte som betingelse for sin underskrift på erklæringen, at USA og dets allierede udtrykte deres accept af de eksisterende grænser i Europa, som var opstået efter 2. verdenskrigs afslutning. Til gengæld lovede Bresjnev at varsle militærmanøvrer og anerkende menneskerettighederne.
Herlsingfors-erklæringen var en erklæring og var således ikke folkeretligt bindende som en traktat.

## Eksterne links
- Wikimedia Commons har flere filer relateret til Helsingfors-erklæringen

- Erklæringens endelige tekst, 1975 Conference on Security and Co-operation in Europe (engelsk)
- OSCE Magazine October 2005: Special anniversary issue: 30 years of the Helsinki Final Act, 1975-2005